# Червоне згущення

Діаграма Герцшпрунга—Рассела показує еволюцію зір різних мас. Червоне згущення позначено літерами «RC» на зеленій лінії, яка показує еволюцію зір масою бл. двох сонячних мас.

Червоне згущення (англ. red clump) — це ділянка діаграми Герцшпрунга—Рассела поблизу відгалуження червоних гігантів (з боку високих температур). Зорі цієї ділянки вважаються багатим на метали еквівалентом горизонтального відгалуження.
Зорі в цій частині діаграми Герцшпрунга—Рассела називають гігантами купи (згущення) (від англ. clump giants). Їх світність (близько 50—100 L☉) більша, ніж у зір головної послідовності з такою ж температурою поверхні (близько 4800 К) (інакше кажучи, вони холодніші за зорі головної послідовності такої ж світності), тобто, вони розташовані справа та зверху головної послідовності на діаграмі.
Їх ототожнюють із зорями, що мають масу понад M☉, та перебувають на стадії горіння гелію в ядрі, тоді як головна послідовність відповідає стадії горінню в ядрі зорі водню.
Теоретично, абсолютна світність зір червоного згущення досить незалежна від їх складу чи віку, тому вважається, що такі зорі є добрими стандартними свічками для оцінки астрономічних відстаней як усередині нашої Галактики, так і до розташованих поруч галактик та скупчень.

## Розвиток
Після завершення реакцій водневого циклу в ядрі (на стадії головної послідовності) у зорях масою від 0,5 до 2,5 мас Сонця продовжується горіння водню в шарі навколо ядра, а в ядрі в цей час накопичується продукт термоядерних реакцій — гелій. Зоря рухається вздовж лінії червоних гігантів до більшої світності та нижчої ефективної температури. Тиск та температура в ядрі зростають, доки не відбудеться спалах гелієвого ядра. Подальша еволюція залежить від металічності зорі. Бідні на важкі елементи зорі через меншу прозорість переходять до вищих температур на горизонтальній гілці діаграми «колір-яскравість». Багаті ж на важкі елементи зорі популяції І залишаються червоними гігантами та утворюють на діаграмі Герцшпрунга—Рассела щільно населені червоні згущення, де такі зорі перебувають протягом усієї стадії горіння гелію в ядрі. 
Врешті-решт вони еволюціонують до асимптотичного відгалуження гігантів.

## Визначення відстані
В інфрачервоних променях абсолютні зоряні величини зір червоного згущення зазнають лише незначних змін. Для зір типу Сонця абсолютна зоряна величина MK зростає з −1,54m до −1,57m протягом віку зорі від 0,31 до 8 мільярдів років. Така невелика зміна величини у поєднанні з невеликим міжзоряним поглинанням світла в середньому інфрачервоному діапазоні робить зорі червоних згущень дуже добрими стандартними свічками для оцінки астрономічних відстаней. Вони застосовуються для аналізу структур всередині Чумацького Шляху та місцевої групи галактик.